# 유주상

## 개요
유주상(Joo Sang Yoo, 1994년 1월 21일 ~ )은 대한민국의 종합격투기 선수로, UFC 페더급에서 활동 중이다. 'Zombie Jr.'라는 별명으로도 불리며, 2025년 UFC 데뷔전에서 28초 만에 KO승을 거두며 팬들 사이에서 ‘KO 신예’로 주목받았다.

## 생애 및 경력
- **2021년~2024년**: ZFN, AFC, Brave CF 등 아시아 단체에서 8전 전승을 기록하며 경험을 쌓았다.
- **2025년 6월 7일**: UFC 316에서 Jeka Saragih를 상대로 28초 KO승으로 UFC 데뷔 및 9전 무패 기록 유지.

## 파이팅 스타일
주 무기는 정교한 복싱이며, 클린치에서의 근접타격과 좋은 주짓수 기술을 겸비했다. 빠른 타격 연결과 거리 조절이 뛰어나며, KO 가능성 높은 전진 스탠딩 싸움을 선호한다.

## 종합격투기 전적
| 결과 | 전적 | 상대              | 방식                                  | 대회             | 날짜             | 장소         |
| ---- | ---- | ----------------- | ------------------------------------- | ---------------- | ---------------- | ------------ |
| 승   | 9–0  | Jeka Saragih      | KO (펀치, 1R 0:28)                    | UFC 316          | 2025년 6월 7일   | 뉴어크, 미국 |
| 승   | 8–0  | Masuto Kawana     | TKO (펀치, 1R 1:15)                   | ZFN 2            | 2024년 12월 14일 | 대한민국     |
| 승   | 7–0  | Reinaldo Ekson    | 판정 (전원일치, 3R)                   | ZFN 1            | 2024년 6월 29일  | 대한민국     |
| 승   | 6–0  | Takuya Kuramoto   | TKO (펀치, 1R 0:32)                   | AFC 27 / HEAT 52 | 2023년 8월 19일  | 일본         |
| 승   | 5–0  | Shunichi Shimizu  | 판정 (전원일치, 3R)                   | AFC 22           | 2022년 12월 30일 | 대한민국     |
| 승   | 4–0  | Gustavo Wurlitzer | 판정 (전원일치, 2R)                   | AFC 20           | 2022년 9월 30일  | 대한민국     |
| 승   | 3–0  | Doo Seok Oh       | 판정 (전원일치, 3R)                   | Brave CF 58      | 2022년 4월 30일  | 대한민국     |
| 승   | 2–0  | June He Jung      | 서브미션 (리어네이키드 초크, 2R 3:44) | AFC 17           | 2021년 10월 15일 | 대한민국     |
| 승   | 1–0  | Baek Ho Jang      | TKO (펀치, 1R 3:20)                   | AFC 16           | 2021년 5월 31일  | 대한민국     |

## 관련 문서
- UFC
- 페더급 (MMA)
- Zombie (Chan Sung Jung)